# Ciudad del Este
Ciudad del Este è la seconda città del Paraguay per dimensioni e numero d'abitanti nonché capitale del Dipartimento dell'Alto Paraná. 
Situata sulle rive del Paraná nell'est del Paese, è la più grande città della regione della Triplice frontiera, a breve distanza da Foz do Iguaçu (Brasile) e Puerto Iguazú (Argentina).
È un grande distretto commerciale nonché un porto franco tra i più importanti al Mondo.

## Geografia
Ciudad del Este è situata nell'est del Paraguay, lungo la sponda destra del fiume Paraná, a 330 km dalla capitale nazionale Asunción. È situata nei pressi della triplice frontiera tra Paraguay, Argentina e Brasile. Forma un unico agglomerato urbano con le vicine città di Hernandarias, Presidente Franco e Minga Guazú.

## Storia
La città fu fondata il 3 febbraio 1957 con il nome di Puerto Flor de Lis. In onore al dittatore paraguayano Alfredo Stroessner fu poi chiamata Puerto Presidente Stroessner e quindi Ciudad Presidente Stroessner. Dal 3 febbraio 1989, data del colpo di Stato che depose Stroessner, il comando rivoluzionario cominciò a chiamare la città Ciudad del Este (Città dell'Est); pochi giorni dopo i cittadini furono chiamati a scegliere il nuovo nome della città, votando proprio quest'ultimo nome.
Nel corso degli anni si sono insediati nella città grandi comunità di immigrati di origine cinese, coreana, araba ed indiana.

## Società

### Popolazione
Al censimento del 2002 la città contava una popolazione di 222.274 abitanti nel distretto. Ciudad del Este è sprovvista di area rurale. La città è di fatto il centro di una conurbazione che comprende i vicini distretti di Hernandarias, Presidente Franco e Minga Guazú, chiamata Gran Ciudad del Este.

### Religione
La città è sede della diocesi di Ciudad del Este, istituita il 10 luglio 1993 e suffraganea dell'arcidiocesi di Asunción.

## Economia
L'enorme sviluppo che la città ha avuto negli ultimi anni è dovuto essenzialmente alla sua condizione di “porto franco” per i commerci transfrontalieri con Brasile e Argentina. Questa ha generato un enorme volume di scambi sui quali prospera la seconda città del Paraguay; non è da sottacere il fatto che all'interno di questo traffico commerciale le attività illecite (contrabbando, vendita di armi e di droga) abbiano una parte non trascurabile. Di rilevante importanza nell'economia di Ciudad del Este il bacino idroelettrico di Itaipú, uno dei maggiori impianti al mondo, così come la vicinanza delle Cascate dell'Iguazú.
Ciudad del Este si trova al terzo posto nel libero commercio mondiale dopo Miami e Hong Kong.

### Turismo
Nelle vicinanze della città si trovano siti molto visitati, come le Cascate dell'Iguazú, la Diga di Itaipú, le cascate del Monday e il Museo Moisés Bertoni, dedicato ad un naturalista svizzero che scelse il Paraguay come patria adottiva. Al centro della città il Lago de la República offre, quando non è in secca, la possibilità di praticare sport acquatici.

## Distanze da Ciudad del Este
| Città                | Pese      | Nota                                   | Distanza (km) |
| -------------------- | --------- | -------------------------------------- | ------------- |
| Asunción             | Paraguay  | Capitale del Paraguay                  | 334           |
| Encarnación          | Paraguay  | Coluogo del Dipartimento di Itapúa     | 280           |
| Coronel Oviedo       | Paraguay  | Capoluogo del Dipartimento di Caaguazú | 193           |
| Pilar                | Paraguay  | Capoluogo del Dipartimento di Ñeembucú | 557           |
| San Ignacio          | Paraguay  | Città del Dipartimento di Misiones     | 420           |
| Pedro Juan Caballero | Paraguay  | Capoluogo del Dipartimento di Amambay  | 596           |
| Foz do Iguaçu        | Brasile   | Città dello Stato del Paraná           | 5             |
| Curitiba             | Brasile   | Capitale dello Stato del Paraná        | 620           |
| San Paolo            | Brasile   | Capitale dello Stato di San Paolo      | 956           |
| Buenos Aires         | Argentina | Capitale dell'Argentina                | 1.688         |
| Posadas              | Argentina | Capitale della Provincia di Misiones   | 290           |
| Puerto Iguazú        | Argentina | Città della Provincia di Misiones      | 35            |

## Infrastrutture e trasporti

### Strade
Ciudad del Este è unita con la capitale Asunción dalla strada nazionale 2, una delle principali arterie di comunicazione del Paese che attraversa la regione orientale del Paraguay da ovest ad est. La città è unita all'antistante Foz do Iguaçu dal ponte dell'Amicizia.

### Aeroporti
L'aeroporto internazionale Guaraní, situato nel sobborgo di Minga Guazú, è stato inaugurato nel 1993 ed il secondo più importante scalo aeroportuale del Paraguay.

## Sport
La principale società calcistica cittadina è il 3 de Febrero che disputa le sue partite interne presso lo stadio Antonio Aranda.

## Amministrazione

### Gemellaggi
- Santa Fe